# Liste des ministres italiens de la Guerre
Cet article dresse la liste des ministres italiens de la Guerre entre 1861 et 1947, période d'existence du ministère.

## Liste

### Royaume d'Italie
| Ministre         | Ministre                            | Mandat                               | Parti | Parti     | Gouvernement      |
| ---------------- | ----------------------------------- | ------------------------------------ | ----- | --------- | ----------------- |
|                  | Manfredo Fanti                      | 17 mars 1861 – 6 juin 1861           |       | Militaire | Cavour IV         |
|                  | Bettino Ricasoli (par intérim)      | 12 juin 1861 – 5 septembre 1861      |       | Militaire | Ricasoli I        |
|                  | Alessandro Della Rovere             | 5 septembre 1861 – 3 mars 1862       |       | Militaire | Ricasoli I        |
|                  | Agostino Petitti Bagliani di Roreto | 4 mars 1862 – 8 décembre 1862        |       | Militaire | Ricasoli I        |
| Rattazzi I       | Agostino Petitti Bagliani di Roreto | 4 mars 1862 – 8 décembre 1862        |       | Militaire |                   |
|                  | Alessandro Della Rovere             | 8 décembre 1862 – 28 septembre 1864  |       | Militaire | Farini            |
| Minghetti I      | Alessandro Della Rovere             | 8 décembre 1862 – 28 septembre 1864  |       | Militaire |                   |
|                  | Agostino Petitti Bagliani di Roreto | 28 septembre 1864 – 31 décembre 1865 |       | Militaire | La Marmora II     |
|                  | Ignazio De Genova di Pettinengo     | 31 décembre 1865 – 22 janvier 1866   |       | Militaire | La Marmora II     |
| Ricasoli II      | Ignazio De Genova di Pettinengo     | 31 décembre 1865 – 22 janvier 1866   |       | Militaire |                   |
|                  | Efisio Cugia                        | 22 janvier 1866 – 10 avril 1867      |       | Militaire | Ricasoli II       |
|                  | Genova Giovanni Thaon di Revel      | 10 avril 1867 – 27 octobre 1867      |       | Militaire | Rattazzi II       |
|                  | Ettore Bertolè Viale                | 27 octobre 1867 – 14 décembre 1869   |       | Militaire | Menabrea I·II·III |
|                  | Giuseppe Govone                     | 14 décembre 1869 – 7 septembre 1870  |       | Militaire | Lanza             |
|                  | Cesare Francesco Ricotti-Magnani    | 7 septembre 1870 – 20 novembre 1876  |       | Militaire | Lanza             |
| Minghetti II     | Cesare Francesco Ricotti-Magnani    | 7 septembre 1870 – 20 novembre 1876  |       | Militaire |                   |
| Depretis I       | Cesare Francesco Ricotti-Magnani    | 7 septembre 1870 – 20 novembre 1876  |       | Militaire |                   |
|                  | Luigi Mezzacapo                     | 20 novembre 1876 – 24 mars 1878      |       | Militaire | Depretis I·II     |
|                  | Giovanni Bruzzo                     | 24 mars 1878 – 24 octobre 1878       |       | Militaire | Cairoli I         |
|                  | Cesare Bonelli                      | 24 octobre 1878 – 19 décembre 1878   |       | Militaire | Cairoli I         |
|                  | Gustavo Mazè de la Roche            | 19 décembre 1878 – 14 juillet 1879   |       | Militaire | Depretis III      |
|                  | Cesare Bonelli                      | 14 juillet 1879 – 13 juillet 1880    |       | Militaire | Cairoli II·III    |
|                  | Ferdinando Acton (par intérim)      | 13 juillet 1880 – 27 juillet 1880    |       | Militaire | Cairoli III       |
|                  | Bernardino Milon                    | 27 juillet 1880 – 25 mars 1881       |       | Militaire | Cairoli III       |
|                  | Emilio Ferrero                      | 25 mars 1881 – 24 mai 1884           |       | Militaire | Cairoli III       |
| Depretis IV·V·VI | Emilio Ferrero                      | 25 mars 1881 – 24 mai 1884           |       | Militaire |                   |
|                  | Cesare Francesco Ricotti-Magnani    | 24 mai 1884 – 4 avril 1887           |       | Militaire | Depretis VI·VII   |
|                  | Ettore Bertolè Viale                | 4 avril 1887 – 6 février 1891        |       | Militaire | Depretis VIII     |
| Crispi I·II      | Ettore Bertolè Viale                | 4 avril 1887 – 6 février 1891        |       | Militaire |                   |
|                  | Luigi Pelloux                       | 6 février 1891 – 15 décembre 1893    |       | Militaire | di Rudinì I       |
| Giolitti I       | Luigi Pelloux                       | 6 février 1891 – 15 décembre 1893    |       | Militaire |                   |
|                  | Stanislao Mocenni                   | 15 décembre 1893 – 10 mars 1896      |       | Militaire | Crispi III·IV     |
|                  | Cesare Francesco Ricotti-Magnani    | 10 mars 1896 – 11 juillet 1896       |       | Militaire | di Rudinì II      |
|                  | Luigi Pelloux                       | 11 juillet 1896 – 14 décembre 1897   |       | Militaire | di Rudinì III     |
|                  | Alessandro Asinari di San Marzano   | 14 décembre 1897 – 14 mai 1899       |       | Militaire | di Rudinì IV·V    |
| Pelloux I        | Alessandro Asinari di San Marzano   | 14 décembre 1897 – 14 mai 1899       |       | Militaire |                   |
|                  | Giuseppe Mirri                      | 14 mai 1899 – 7 janvier 1900         |       | Militaire | Pelloux II        |
|                  | Luigi Pelloux (par intérim)         | 7 janvier 1900 – 7 avril 1900        |       | Militaire | Pelloux II        |
|                  | Coriolano Ponza di San Martino      | 7 avril 1900 – 27 avril 1902         |       | Militaire | Pelloux II        |
| Saracco          | Coriolano Ponza di San Martino      | 7 avril 1900 – 27 avril 1902         |       | Militaire |                   |
| Zanardelli       | Coriolano Ponza di San Martino      | 7 avril 1900 – 27 avril 1902         |       | Militaire |                   |
|                  | Enrico Morin (par intérim)          | 27 avril 1902 – 14 mai 1902          |       | Militaire | Zanardelli        |
|                  | Giuseppe Ottolenghi                 | 14 mai 1902 – 3 septembre 1903       |       | Militaire | Zanardelli        |
|                  | Ettore Pedotti                      | 3 septembre 1903 – 24 décembre 1905  |       | Militaire | Giolitti II       |
| Tittoni          | Ettore Pedotti                      | 3 septembre 1903 – 24 décembre 1905  |       | Militaire |                   |
| Fortis I         | Ettore Pedotti                      | 3 septembre 1903 – 24 décembre 1905  |       | Militaire |                   |
|                  | Luigi Majnoni d'Intignano           | 24 décembre 1905 – 29 mai 1906       |       | Militaire | Fortis II         |
| Sonnino I        | Luigi Majnoni d'Intignano           | 24 décembre 1905 – 29 mai 1906       |       | Militaire |                   |
|                  | Giuseppe Ettore Viganò              | 29 mai 1906 – 29 décembre 1907       |       | Militaire | Giolitti III      |
|                  | Severino Casana                     | 29 décembre 1907 – 10 décembre 1909  |       | Militaire | Giolitti III      |
|                  | Paolo Spingardi                     | 11 décembre 1909 – 19 mars 1914      |       | Militaire | Sonnino II        |
| Luzzatti         | Paolo Spingardi                     | 11 décembre 1909 – 19 mars 1914      |       | Militaire |                   |
| Giolitti IV      | Paolo Spingardi                     | 11 décembre 1909 – 19 mars 1914      |       | Militaire |                   |
|                  | Domenico Grandi                     | 21 mars 1914 – 10 octobre 1914       |       | Militaire | Salandra I        |
|                  | Vittorio Italico Zupelli            | 10 octobre 1914 – 4 avril 1916       |       | Militaire | Salandra I·II     |
|                  | Paolo Morrone                       | 4 avril 1916 – 16 janvier 1917       |       | Militaire | Salandra II       |
| Boselli          | Paolo Morrone                       | 4 avril 1916 – 16 janvier 1917       |       | Militaire |                   |
|                  | Gaetano Ettore Giardino             | 16 janvier 1917 – 30 octobre 1917    |       | Militaire | Boselli           |
|                  | Vittorio Luigi Alfieri              | 30 octobre 1917 – 21 mars 1918       |       | Militaire | Orlando           |
|                  | Vittorio Italico Zupelli            | 21 mars 1918 – 18 janvier 1919       |       | Militaire | Orlando           |
|                  | Enrico Caviglia                     | 18 janvier 1919 – 23 juin 1919       |       | Militaire | Orlando           |
|                  | Giovanni Sechi                      | 23 juin 1919 – 24 juin 1919          |       | Militaire | Nitti I           |
|                  | Alberico Albricci                   | 24 juin 1919 – 14 mars 1920          |       | Militaire | Nitti I           |
|                  | Ivanoe Bonomi                       | 14 mars 1920 – 21 mai 1920           |       | Militaire | Nitti I           |
|                  | Giulio Rodinò                       | 21 mai 1920 – 15 juin 1920           |       | Militaire | Nitti II          |
|                  | Ivanoe Bonomi                       | 15 juin 1920 – 2 avril 1921          |       | Militaire | Giolitti V        |
|                  | Giulio Rodinò                       | 2 avril 1921 – 4 juillet 1921        |       | Militaire | Giolitti V        |
|                  | Luigi Gasparotto                    | 4 juillet 1921 – 26 février 1922     |       | Militaire | Bonomi I          |
|                  | Pietro Lanza di Scalea              | 26 février 1922 – 1er août 1922      |       | Agraire   | Facta I           |
|                  | Marcello Soleri                     | 1er août 1922 – 28 octobre 1922      |       | Militaire | Facta II          |
|                  | Armando Diaz                        | 30 octobre 1922 – 30 avril 1924      |       | Militaire | Mussolini         |
|                  | Antonino Di Giorgio                 | 30 avril 1924 – 4 avril 1925         |       | PNF       | Mussolini         |
|                  | Benito Mussolini (par intérim)      | 4 avril 1925 – 12 septembre 1929     |       | PNF       | Mussolini         |
|                  | Pietro Gazzera                      | 12 septembre 1929 – 22 juillet 1933  |       | PNF       | Mussolini         |
|                  | Benito Mussolini (par intérim)      | 22 juillet 1933 – 25 juillet 1943    |       | PNF       | Mussolini         |
|                  | Antonio Sorice                      | 28 juillet 1943 – 11 février 1944    |       | Militaire | Badoglio I        |
|                  | Taddeo Orlando                      | 11 février 1944 – 8 juin 1944        |       | Militaire | Badoglio I·II     |
|                  | Alessandro Casati                   | 18 juin 1944 – 19 juin 1945          |       | PLI       | Bonomi II·III     |
|                  | Stefano Jacini                      | 19 juin 1945 – 8 décembre 1945       |       | DC        | Parri             |
|                  | Manlio Brosio                       | 10 décembre 1945 – 1er juillet 1946  |       | PLI       | De Gasperi I      |

### République italienne
| Ministre (Naissance-Décès)               | Ministre (Naissance-Décès)       | Mandat                            | Parti | Parti | Gouvernement  |
| ---------------------------------------- | -------------------------------- | --------------------------------- | ----- | ----- | ------------- |
|                                          | Cipriano Facchinetti (1889-1952) | 14 juillet 1946 – 28 janvier 1947 |       | PRI   | De Gasperi II |
| Fusionné dans le ministère de la Défense |                                  |                                   |       |       |               |